# Rhyssemus ponticus
Rhyssemus ponticus är en skalbaggsart som beskrevs av Rudolph Petrovitz 1962. Rhyssemus ponticus ingår i släktet Rhyssemus och familjen Aphodiidae. Inga underarter finns listade i Catalogue of Life.